# Cametá Sport Club
O Cametá Sport Club é um clube de futebol brasileiro da cidade de Cametá, no estado do Pará.
O clube profissionalizou-se em 2009, disputando pela primeira vez em sua história o Campeonato Paraense da segunda divisão de 2009 e ficando na terceira colocação. A posição não seria suficiente para a classificação para a primeira divisão, mas como o Pinheirense desistiu, a FPF ofereceu a vaga ao Cametá. Com uma boa campanha, o Cametá conseguiu a primeira posição na primeira fase, classificando-se para a segunda fase junto com Ananindeua, Santa Rosa e Independente.
Em 2012, sagrou-se campeão estadual, marcando apenas o segundo vencedor do Campeonato Paraense vindo do interior do estado. 

## História
Em meados de 2007, um grupo de empresários cametaenses liderado por Fernando Camarinha, Orlando Peixoto e Antônio Sassim, interessados em fundar um clube de futebol na cidade, promovem uma reunião. Sem experiência no ramo e também sem o dinheiro necessário para regularizar uma equipe profissional, o grupo fecha um acordo com o Clube Atlético Vila Rica, de Belém, criando o Vila Rica/Cametá. Apesar de utilizar o nome do Cachorro doido, os jogadores e a comissão técnica eram todos novos, e o time se mudou para a Cidade do Carnaval.
A parceria começou a render frutos imediatamente. No mesmo ano, a equipe comandada por Fran Costa já foi campeão da segunda divisão estadual, vencendo cinco dos seis jogos disputados. Em 2008, venceram também a primeira fase do Parazão, o chamado torneio de acesso à fase principal, de forma invicta, com seis vitórias e dois empates. Ficou na frente de clubes favoritos, como Águia de Marabá, São Raimundo e Castanhal. Na elite do futebol paraense, o Vila Rica/Cametá não fez feio e, por pouco, não se classificou para as semifinais. Terminou o primeiro turno na 5º colocação empatado em pontos com o Águia, mas ficando atrás nos critérios de desempate. Não conseguiu manter o mesmo nível no segundo turno e terminou a competição em 6º lugar no quadro geral.
Ao término do Parazão 2008, o Cametá conseguiu sua independência. O clube encerrou sua parceira com o Vila Rica e, no dia 27 de junho de 2008, Cametá tinha, oficialmente, seu primeiro clube de futebol profissional, que adotou as cores da bandeira do município para o novo uniforme. Seu primeiro presidente foi Fernando Camarinha. Fran Costa, que era técnico do Vila Rica/Cametá, foi contratado para dar continuidade ao trabalho. Junto com ele, vieram cerca de 10 jogadores – entre eles Américo, Tonhão, Sousa, Jaílson e Soares.
Porém, no ano seguinte, como era um novo clube, teve que começar do zero: disputou novamente a segundinha. Apesar de ter terminado na 3º colocação (só os dois primeiros sobem), a sorte estava do lado do Cametá. O Santa Rosa, vice-campeão, desistiu de disputar a primeira divisão, entregando a vaga ao Mapará.
Em 2010, o Cametá conquistou de forma invicta a Seletiva para a Divisão de Elite do Paraense, com seis vitórias e cinco empates. Na segunda fase, conseguiu se classificar para a semifinal do segundo turno, mas foi eliminado pelo Águia de Marabá. No geral, terminou o torneio em 4º lugar. Com a desistência das equipes de Roraima, o Cametá garantiu classificação para a Série D de 2010. Porém, foi eliminado ainda na primeira fase.
Ainda em crescente evolução, o Mapará manteve a base do ano anterior para o Parazão 2011, mais a contratação do meia Robinho e o atacante Leandro Cearense. O Cametá chegou à final dos dois turnos, mas perdeu ambas, para Paysandu e Independente, enquanto Leandro Cearense conseguiu a artilharia do torneio com 21 gols.
2012 confirmou o Cametá como uma nova força futebolística do Pará. Sem o técnico Fran Costa, que foi para o Independente, a direção apostou suas fichas no inexperiente Cacaio. Este eventualmente se demitiu após acumular três derrotas consecutivas, sendo substituído por Sinomar Neves. A equipe manteve-se no topo durante todo o primeiro turno, e ao chegar em sua terceira final de turno consecutiva, conquistou a  Taça Cidade de Belém sobre o Águia de Marabá. Apesar de uma má performance no segundo turno, o Cametá venceu o Remo na final do Parazão 2012. O Mapará se tornava o sexto time a se sagrar campeão paraense, e o técnico Neves marcava sua terceira conquista com três equipes diferentes. Por não conseguir arcar com as despesas, o Cametá desistiu da Série D 2012, cedendo sua vaga ao Remo.

## Rivalidade
- Em 2012, quando o Cametá conquistou o título do Campeonato Paraense em cima do Clube do Remo, começa a se formar grande rivalidade entre os clubes, com jogos bem disputados e grandes exibições, como na goleada do Cametá sobre o Remo em 2011 nas semifinais do Primeiro turno com o jogo terminado 4 a 1 no Parque do Bacurau Além dos jogos das finais de 2012,a reposta veio em 2014 nas semifinais do primeiro turno onde o Remo com grandes nomes goleia o Cametá pelo mesmo placar de 4 a 1 em pleno Mangueirão.

- Outro rival é o Independente de Tucuruí. As duas equipes têm partidas equilibradas e uma disputa de titulo na história como a que aconteceu em 2011, dando o titulo do segundo turno do Campeonato ao Galo Elétrico que mais tarde se tornaria campeão paraense na final contra o Paysandu, mas fator determinante dessa rivalidade do futebol e a "rixa" entre os moradores das cidades de Cametá e Tucuruí que vira e mexe têm um "cornetando" o outro.

## Títulos
| ESTADUAIS | ESTADUAIS                      | ESTADUAIS | ESTADUAIS  |
|           | Competição                     | Títulos   | Temporadas |
| --------- | ------------------------------ | --------- | ---------- |
|           | Campeonato Paraense            | 1         | 2012       |
|           | Taça Cidade de Belém           | 1         | 2012       |
|           | Taça ACLEP                     | 1         | 2010       |
|           | Campeonato Paraense - Série B1 | 1         | 2022       |

## Desempenho em competições

### Participações
|  | Participações em 2025 |

| Competição | Competição          | Temporadas | Melhor campanha     | Estreia | Última | P | R |
| Pará       | Campeonato Paraense | 13         | Campeão (2012)      | 2010    | 2025   |   | 1 |
| Pará       | Série B1            | 5          | Campeão (2022)      | 2009    | 2022   | 2 | – |
| Brasil     | Série D             | 2          | 25º colocado (2010) | 2010    | 2024   | – |   |
| Brasil     | Copa do Brasil      | 1          | 1ª fase (2013)      | 2013    | 2013   |   |   |

### Campeonato Paraense - 1ª Divisão
| Ano  | Posição |
| 2010 | 3º      |
| 2011 | 4º      |
| 2012 | Campeão |
| 2013 | 6º      |
| 2014 | 4º      |
| 2015 | 5º      |
| 2016 | 7º      |
| 2017 | 7º      |
| 2018 | 10º     |
| 2023 | 4º      |
| 2024 | 9º      |
| 2025 | 9º      |

### Campeonato Paraense - Série B
| Ano  | Posição |
| 2009 | 3º [F1] |
| 2019 | 3º      |
| 2020 | 13º     |
| 2021 | 15º     |
| 2022 | Campeão |

- ^  F1. O Cametá foi promovido devido a desistência do Pinheirense.

### Brasileirão - Série D
| Ano  | Posição       |
| 2010 | 25º (1ª fase) |
| 2012 | Desistiu [F2] |
| 2024 | 44º (1ª fase) |

- ^  F2. O Cametá abriu mão da vaga alegando dificuldades financeiras. [9]

### Copa do Brasil
| Ano  | Posição       |
| 2013 | 64º (1ª fase) |

## Uniformes

### 2023
| '' | '' |  |

### 2022
| '' | '' |  |

### 2021
| '' | '' |  |

### 2020
| '' | '' |  |

### 2019
| '' | '' |  |

### 2018
| '' | '' |  |

### 2017
| '' | '' |  |

### 2016
| '' | '' |  |

### 2015
| '' | '' |  |

### 2014
| '' | '' |  |

### 2013
| '' | '' |  |